# Натіформа

Натіформа (англ. natiform) — термін, що вказує на природні утворення, дерева, камені, скелі, які візуально нагадують жіночі форми . Вперше вжитий у 1861 році. Утворений даний термін із латинського слова natis, що означає сідниці (англ. buttocks) і англійського слова form — форма.